# Axel Maluschka
Axel Maluschka (* 1972 in Schkeuditz bei Leipzig) ist ein deutscher Autor, Karateka, Trainer und Redner aus Bonn, der sich beruflich auf die Themen Konflikte und Kommunikation spezialisiert hat. In Bonn unterrichtet er selbstschutzorientiertes Karate. Als Hörbuchsprecher lieh er verschiedenen Werken seine Stimme.

## Werdegang
Axel Maluschka studierte in Bonn Volkswirtschaftslehre, Psychologie und Erziehungswissenschaften. Nach seiner Studienzeit arbeitete er zwei Jahre angestellt bei einem Bonner Startup. Im Jahre 2003 machte er sich selbständig und realisierte verschiedene Projekte und Aufträge für Unternehmen und Institute.
Seit 2006 arbeitet er überwiegend als Trainer und Dozent in der Erwachsenenbildung. 2009 absolvierte er seine Prüfung zum zertifizierten Business Coach dvct. Seinen Abschluss als Wirtschaftsmathematiker erreichte er ebenfalls nebenberuflich 2016. Als Trainer, Coach und Redner unterstützt er seit 2015 Unternehmer und ihre Teams dabei, ihre Konfliktkultur zu entwickeln.
Er lebt zusammen mit seiner Frau in Bad Honnef.

## Karate und Budo
Axel Maluschka trägt den 4. Dan Karate (WCA - World Combat Association). Er trainiert und unterrichtet Karate im Shobushinkai e. V. in Bonn. Dort ist er 1. Vorsitzender des Vereins.
Mit dem Budo-Training begann er 1995. Ein Jahr später nahm er das Training im Ashihara Karate auf. Er trainierte in den folgenden Jahren in verschiedenen Kampfstilen wie Jujitsu, Taekwondo und Kickboxen. Die Prüfung zum 1. Dan Karate (Schwarzgurt) absolvierte er 2012.
Mit seinem Trainer Jürgen Höller schrieb er das erste gemeinsame Buch im Jahr 2002. Im Jahr darauf erschien das erste gemeinsame Buch im Meyer & Meyer Sportbuchverlag Aachen. In den folgenden Jahren verfasste das Duo fünf weitere Bücher zu den Themen „Training für Kampfsport“ und „Selbstschutz“. Dabei arbeiteten sie mit weiteren Autoren zusammen.

## Werke (Auswahl)
- J. Höller, A. Maluschka: Taekwondo Selbstverteidigung – Grundlagen, Trainingspraxis, Gürteltraining. Meyer & Meyer Sport, Aachen 2003, ISBN 3-89899-523-2.
- A. Maluschka: Gewissensspektrum: Gegenwartsthriller einer nahen Zukunft. Engelsdorfer Verlag, Leipzig 2004, ISBN 3-937290-65-6.
- J. Höller, A. Maluschka, F. Erb: Budo-Crosstraining. Bewegungsdrills im Kampfsport. Meyer & Meyer Sport, Aachen 2005, ISBN 3-89899-083-4.
- J. Höller, A. Maluschka: Vollkontakt-Karate-Training. Meyer & Meyer Sport, Aachen 2010, ISBN 978-3-89899-542-9.
- St. Reinisch, J. Höller, A. Maluschka: Kyusho: Angriffspunkte in Selbstverteidigung und Kampfsport. Meyer & Meyer Sport, Aachen 2012, ISBN 978-3-89899-736-2.
- G. Stang, J. Höller, A. Maluschka: Olympisches Boxen: Technik – Fitness – Training. Meyer & Meyer Sport, Aachen 2015, ISBN 978-3-89899-746-1.
- J. Höller, A. Maluschka, St. Reinisch: Selbstverteidigung für Frauen. Meyer & Meyer Sport, Aachen 2016, ISBN 978-3-8403-7500-2.
- A. Maluschka: 82-mal Textgift: Wie du sofort bessere Texte schreibst – mit dieser einfachen Wortliste. Self-Published, 2017, ISBN 978-1-5218-0689-0.